# 이퀄라이저

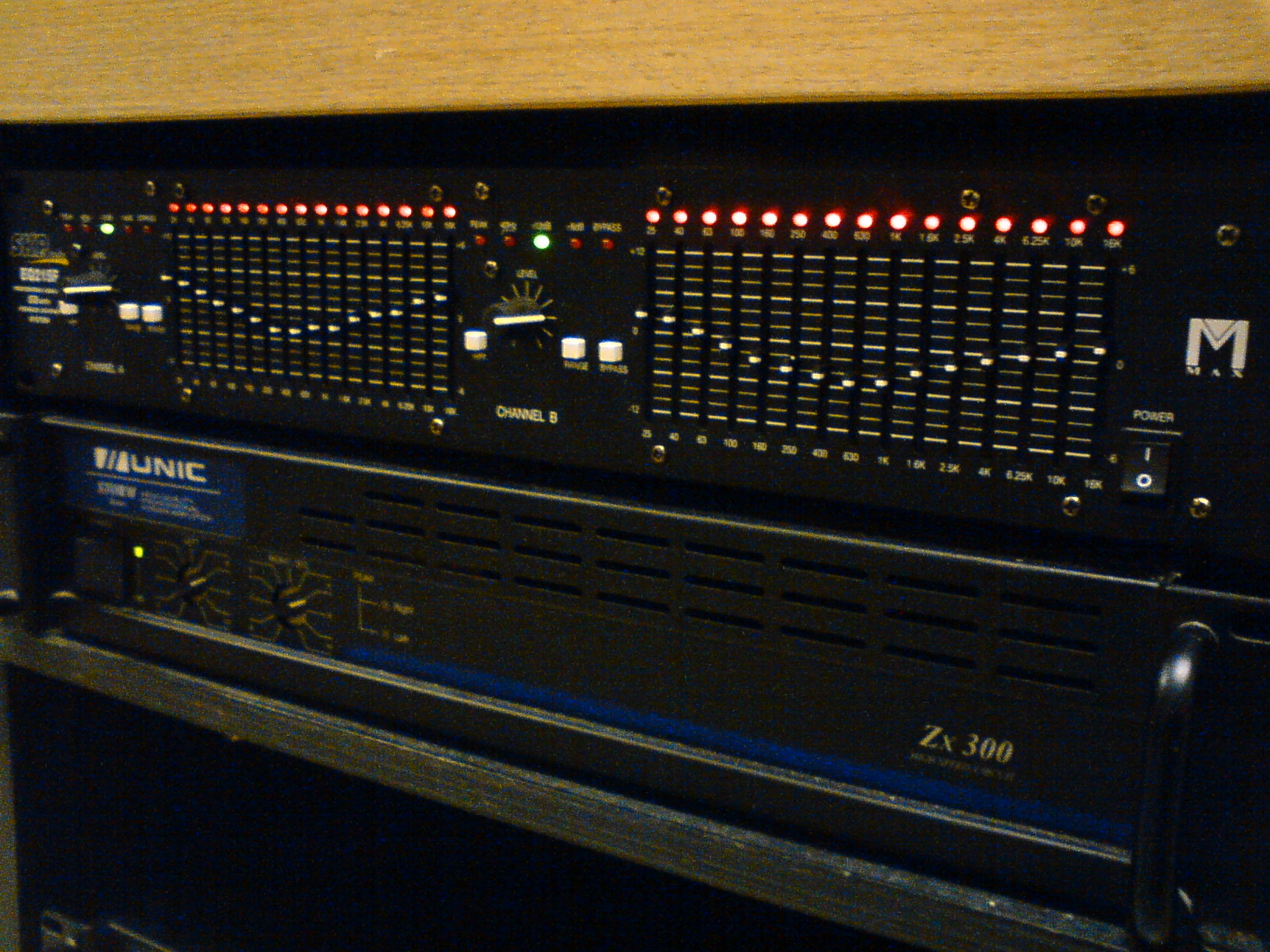
스테레오 그래픽 이퀄라이저

이퀄라이저(equalizer) 또는 오디오 이펙터는 음성 신호의 주파수 특성을 보정하여 알맞은 음역을 유지시키는 음향 장치(전기 회로)이다. 이퀄라이저를 사용하여 음성 신호의 특정 주파수 대역을 강조하거나 반대로 감소시킬 수 있으며, 전반적인 음질의 보정 및 개선에 사용된다.

## 그래픽 이퀄라이저
- 60Hz대역- 거대한 공간감, 풍만함
- 600Hz대역- 밀도감,실제감
- 1K~3KHz대역 - 명료함,깨끗함 , 인간의 소리
- 16KHz대역 - 고음의 악기들, 소리가 들리지않게되거나 청각에 유해할 수 있음

일반인은 살아오면서 고막의 기능의 생리적 한계와 관련하여 20 Hz부터 20,000 Hz까지의 소리만 들을 수 있도록 되어있는 것으로 알려져있다.

## 같이 보기
- 앰프
- 헤르쯔
- 데시벨(dB)